# デジタル経済社会省
デジタル経済社会省 (タイ語:กระทรวงดิจิทัลเพื่อเศรษฐกิจและสังคม、英語：Ministry of Digital Economy and Society、英略称：MDES）は、タイ王国政府の省の一つ。2002年に設置。2016年に旧名「情報技術・通信省」(タイ語:กระทรวงเทคโนโลยีสารสนเทศและการสื่อสาร、英語：Ministry of Information and Communication Technology、英略称：MICT）から改名された。

## 概要
国家の情報技術、通信に対して広範な責任を持ち、デジタル経済社会省への改名後はデジタル経済社会での企画と振興等にも取り組む。デジタル経済社会省大臣が省の長となる。

## 所在地
バンコク　ラックシー区 トゥンソーンホーン地区ヂェーンワッタナ通り 政府総合庁舎 B棟　6-9階　ムー３ 120番（เลขที่ 120 หมู่ 3 ชั้น 6-9 อาคารรวมหน่วยราชการ บี 
ศูนย์ราชการเฉลิมพระเกียรติ 80 พรรษา 5 ธันวาคม 2550 
ถ.แจ้งวัฒนะ แขวงทุ่งสองห้อง เขตหลักสี่ กรุงเทพ 10210）

## 部局

### 事務
- 大臣官房
- 次官事務局

### 内部部局
- 気象局
- 国家統計局
- タイデジタル経済社会振興委員会事務局

### 省関連の公共機関・公社
- CATテレコム（บริษัท กสท โทรคมนาคม จำกัด (มหาชน)） (CAT：旧タイ通信公社の通信事業から分離で継承する会社)
- タイ郵便公社（บริษัท ไปรษณีย์ไทย จำกัด） (Thailand Post：旧タイ通信公社の郵便事業から分離で継承する会社)
- TOT（บริษัท ทีโอที จำกัด (มหาชน)）(TOT：旧タイ電話公社)
- ソフトウェア産業振興事務所（สำนักงานส่งเสริมอุตสาหกรรมซอฟต์แวร์แห่งชาติ）(SIPA)
- タイ国家災害警報センター(NDWC)

## 情報管理・統制
2004年から2006年まで、タクシン政権下で同省は政治運動に関わる内容を持つウェブサイトの閉鎖、接続の遮断を行った。不適切なウェブサイトとして『タイインサイダー（Thaiinsider）』（反政府サイト）、『www.fm9225.com』（民主系ラジオ局）が行政処分を受けた。

### 管理統制計画
さらに、同省と法務省を中心に2つのインターネット上の情報管理・統制計画がある。
- サイバークリーン計画（โครงการไซเบอร์คลีน）は同省、インターネットサービスプロバイダー、情報通信公社(現在CATテレコム)が協力して、不適切なウェブサイトへの接続遮断とウェブサイトの管理者を通報する事業である。インターネット上の不適切なサイトの排除が期待できる一方で、その目的の為に、政府が特にプロバイダーと一緒になって不特定者に遮断を行うので、個人の知る権利が侵害されている、不公平な遮断が行われている、民主主義の理念と憲法に反するとの批判がある。

- DSIサイバーフォース計画（ดี เอส ไอ ไซเบอร์ฟอร์ซ、もしくはโครงการเครือข่ายยุติธรรม）は、法務省、特別捜査局（DSI）のサイバー犯罪事務所（สำนักคดีเทคโนโลยีสารสนเทศ）傘下のコンピュータにかかわりのある市民ボランティアによる犯罪の監視と抑止のための事業。インターネット内の安全保障、犯罪抑止の監視・抑止ネットワークを拡大することを目的とし、学生、研究者、その他の個人協力者が阻止、監視、通報に協力しており、パソコンを介してボランティア間で情報交換が行えるセンターが作られた。

### YouTube問題
2007年4月3日から、当時省大臣であったシッティチャイ・ポークライウドム（สิทธิชัย โภไคยอุดม）によって、2007年3月29日国王を侮辱する内容の動画を配信したとしてYouTubeに接続遮断が行われた。遮断は5ヵ月後に解除された。

### Wikileaks遮断
2010年8月18日から、Wikileaksへのアクセスを規制している。反独裁民主同盟規制のための非常事態令が根拠であるという。

## 関連事項
- 内閣 (タイ)